# Cobaloides argus
Cobaloides argus är en fjärilsart som beskrevs av Hayward 1938. Cobaloides argus ingår i släktet Cobaloides och familjen tjockhuvuden. Inga underarter finns listade i Catalogue of Life.